# Scorpio birulai
Espèce
Synonymes
- Scorpio maurus subtypicus Birula, 1910
- Scorpio maurus birulai Fet, 1997

Scorpio birulai est une espèce de scorpions de la famille des Scorpionidae.

## Distribution
Cette espèce est endémique du Maroc. Elle se rencontre dans l'Andjera.

## Description
Les mâles syntypes mesurent 65.5-66 mm et la femelle syntype 72,5 mm.

## Systématique et taxinomie
Cette espèce a été décrite sous le protonyme Scorpio maurus subtypicus par Birula en 1910. Ce nom étant préoccupé par Scorpio africanus subtypicus Kraepelin, 1894, elle est renommée par Fet en 1997. Elle est élevée au rang d'espèce par Lourenço en 2009.

## Étymologie
Cette espèce est nommée en l'honneur d'Alexei Andreevich Byalynitsky-Birula.

## Publications originales
- Fet, 1997 : « Notes on the Taxonomy of Some Old World Scorpions (Scorpiones: Buthidae, Chactidae, Ischnuridae, Scorpionidae). » Journal of Arachnology, vol. 25, no 3, p. 245—250 (texte intégral).
- Birula, 1910 : « Ueber Scorpio maurus Linné und seine Unterarten. » Horae Societatis Entomologicae Rossicae, vol. 39, p. 115-192 (texte intégral).